# Hortensio Quijano
Juan Hortensio Quijano (Goya (Argentina), 1 de junio de 1884–Buenos Aires, 3 de abril de 1952) fue un abogado y político argentino de ideología conservadora, que se desempeñó como vicepresidente de la Nación Argentina entre 1946 y 1952, cargo para el que fue reelegido en 1951, murió luego de ser reelegido pero no pudo participar en la asunción debido a su delicada condición de salud. 

## Biografía
Juan Hortensio Quijano nació en la estancia La Ley, a 20 km de Curuzú Cuatiá, provincia de Corrientes, el 10 de junio de 1884. Su segundo nombre obra escrito en la partida de nacimiento como «Ortencio», pero el propio Quijano lo atribuyó a un error ortográfico, escribiéndolo «Hortensio». Quijano firmaba y se presentaba oficialmente como «J. Hortensio Quijano».
Estudió en Goya y luego en el Colegio del Uruguay «Justo José de Urquiza» de Concepción del Uruguay. Realizó sus estudios universitarios de abogacía en la Universidad de Buenos Aires donde encabezó una huelga estudiantil en 1904. En 1908 se recibió de abogado y en 1919 obtuvo el doctorado en jurisprudencia.
De ideología conservadora, se destacó como dirigente de la Unión Cívica Radical en Corrientes, resultando elegido en reiteradas oportunidades como convencional nacional. En sus comienzos estuvo alineado tras la figura de Hipólito Yrigoyen pero luego adhirió al sector antipersonalista contrario al yrigoyenismo. 
En 1918 fue candidato a gobernador de Corrientes por la Unión Cívica Radical, integrando la fórmula con Miguel Susini, pero resultó derrotado. Luego se desempeñó como colaborador del presidente Marcelo T. de Alvear. Fue abogado del Banco de la Nación Argentina, filial Goya. Hacia 1920 se trasladó al Chaco, donde se dedicó a la actividad agro-forestal, dejando su exitoso estudio de abogacía en Corrientes. Fundó el Banco Popular y la Sociedad Rural de Corrientes. Fue presidente de la Sociedad Rural de Resistencia (1936-1949). Producida la Revolución del 43 dirigió el grupo de radicales que apoyó a Juan D. Perón, llegando a desempeñarse como ministro del Interior del presidente Edelmiro J. Farrell, funciones que ejerció entre el 4 de agosto al 31 de octubre de 1945.
En octubre de 1945 fundó la Unión Cívica Radical Junta Renovadora, junto con Armando Antille, Juan Isaac Cooke, Eduardo Colom, entre otros, en apoyo a la candidatura presidencial de Perón para las elecciones de 1946, junto con el Partido Laborista y el Partido Independiente. En la campaña electoral Quijano se volcó a la tarea de recorrer todo el país en busca de radicales para sumarse al nuevo grupo político, consiguiendo el apoyo de una línea de gran entusiasmo y notoriedad. El 24 de febrero de 1946 fue elegido vicepresidente de la Nación acompañando a Juan Domingo Perón al triunfar sobre la Unión Democrática que candidateaba la fórmula José P. Tamborini-Enrique Mosca. 

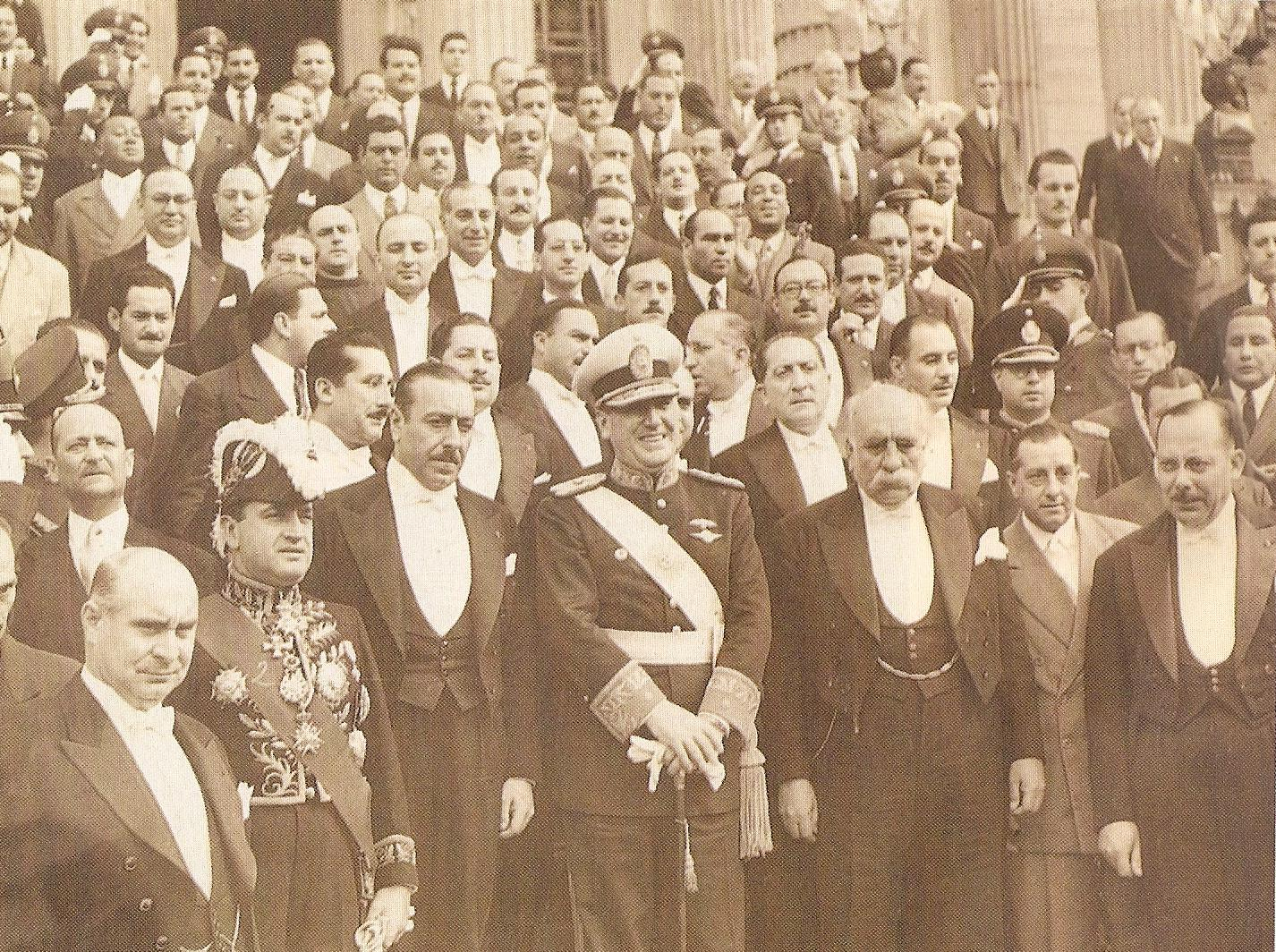
Quijano y Perón el día de su asunción en 1946.

En ejercicio de la vicepresidencia se destacó en la profundización de las relaciones con Brasil que llevaron al llamado Pacto ABC (Argentina, Brasil y Chile) impulsado durante el gobierno de Juan Domingo Perón.En 1951 fue nuevamente candidato a vicepresidente acompañando a Perón, luego de la renuncia a esa candidatura de Eva Perón debido a su avanzada enfermedad
Internado desde el mes de enero en el Sanatorio Podestá, falleció el 3 de abril de 1952, víctima del cáncer, en ejercicio de la vicepresidencia y antes de asumir su segundo mandato. El cargo quedó vacante hasta 1954, año en que se realizaron elecciones especiales para elegir al vicepresidente, resultando electo el almirante Alberto Teisaire.

## El ferrocarril Quijano

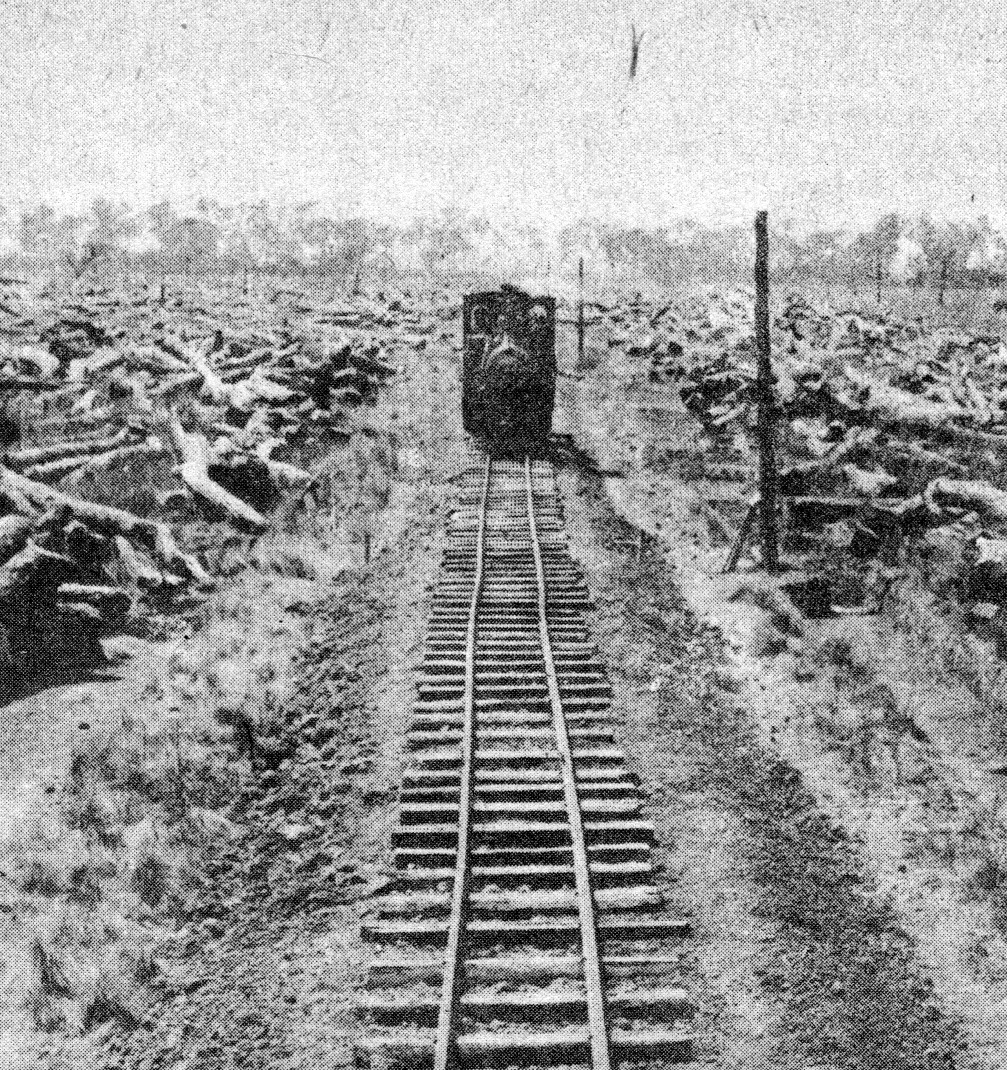
El ferrocarril Quijano

Sucesivas derrotas electorales y su prematura viudez empujaron a Quijano a dedicarse a tareas productivas a través de la explotación de obrajes, aserraderos y desmotadora de algodón en el entonces territorio nacional del Chaco. Sus campos se ubicaron al norte de la localidad de Lapachito, en las leguas 55, 64, 72 y 83 que conformaban una tira de 20 km de largo de suelo productivo chaqueño. Quijano proyectó la construcción de un ramal ferroviario de trocha angosta de 750 mm que unió la estación del Ferrocarril General Belgrano, en Lapachito, con El Zapallar (actual localidad de General José de San Martín) con un recorrido de 75 km hacia el norte.
La ejecución de las obras finalizó en 1922 y de inmediato comenzó el transporte de cargas de la explotación forestal. El ramal con rumbo norte atravesó los departamentos de Bermejo, Martínez de Hoz y Tobas. En el año 1934 se habilitó el servicio de correspondencia y poco después el transporte de pasajeros. El Ferrocarril Quijano quedó vinculado a la red troncal del Ferrocarril Central Norte mediante el cual se podían efectuar combinaciones para dirigirse a Resistencia, Presidencia Roque Sáenz Peña, Buenos Aires o Salta, uniendo Barranqueras con Metán. La línea Decauville también realizada por Quijano atravesaba el estero Mula, las nacientes del Tragadero, los quebrachales de La Agustina, los zanjones tributarios del Guaycurú y el arroyo Correntoso. El emprendimiento de Quijano tuvo por objetivo transportar la producción agrícola y forestal de General San Martín, fundamentalmente algodón y rollizos hacia la fábrica de tanino de La Verde.

## Actualidad de Hortensio Quijano
A partir de 2003 Hortensio Quijano cobró notoriedad en los medios periodísticos y políticos como ejemplo de alianza política entre peronistas y radicales, ante el acuerdo similar que un sector de la Unión Cívica Radical (los denominados Radicales K) realizó con el sector del peronismo conducido por el presidente Néstor Kirchner. El especial objeto de comparación era el radical Julio Cobos, elegido en 2007 vicepresidente de Cristina Fernández de Kirchner. La gran diferencia entre Quijano y Cobos, era que el primero era de ideología conservadora.
Con motivo de celebrarse el centenario de la fundación de la localidad de Lapachito (Chaco) en 2012 se creó el museo Quijano en terrenos que pertenecieron al vicepresidente.